# 9964 Hideyonoguchi
(9964) Hideyonogushi, denumire internațională (9964) Hideyonoguchi, este un asteroid din centura principală de asteroizi.

## Descriere
9964 Hideyonoguchi este un asteroid din centura principală de asteroizi. A fost descoperit pe 13 februarie 1992 la Geisei de Tsutomu Seki. Asteroidul prezintă o orbită caracterizată de o semiaxă mare de 2,47 ua, o excentricitate de 0,15 și o înclinație de 6,2° în raport cu ecliptica.